# Bellefonte (Delaware)
Bellefonte es un pueblo ubicado en el condado de New Castle en el estado estadounidense de Delaware. En el año 2000 tenía una población de 1.249 habitantes y una densidad poblacional de 2,742 personas por km².

## Geografía
Bellefonte se encuentra ubicado en las coordenadas 39°45′59″N 75°29′53″O / 39.76639, -75.49806.

## Demografía
Según la Oficina del Censo en 2000 los ingresos medios por hogar en la localidad eran de $49,231, y los ingresos medios por familia eran $59,375. Los hombres tenían unos ingresos medios de $37,723 frente a los $30,078 para las mujeres. La renta per cápita para la localidad era de $22,661. Alrededor del 4.0% de la población estaban por debajo del umbral de pobreza.